# شناسه جهانی تجهیزات سیار

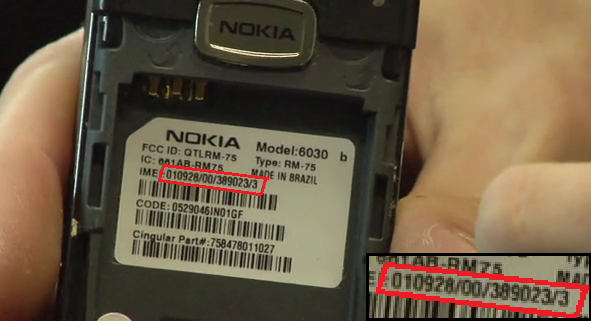
یک مثال از شماره IMEI

شناسهٔ بین‌المللی تجهیزات سیار (به انگلیسی: International Mobile Equipment Identity) با کوته‌نوشت: آی‌اِم‌ای‌آی (به انگلیسی: IMEI) ‎/aɪˈmiː/‎ نشان داده می‌شود یک شماره معمولاً منحصر به فرد است که برای شناسایی تجهیزات سیار تولید شده بر پایهٔ استانداردهای پروژهٔ مشارکتی نسل سوم شبکهٔ دستگاه همراه (3GPP) و شبکهٔ بهبودیافتهٔ یکپارچهٔ دیجیتالی (iDEN) و نیز برخی تلفن‌های ماهواره‌ای به‌کار می‌رود. این شماره عموماً داخل جای باتری تلفن همراه درج می‌شود و نیز می‌توان آن را با شماره‌گیری *#06# یا در قسمت تنظیمات دستگاه روی صفحهٔ نمایش دستگاه همراه مشاهده کرد.
IMEI در شبکهٔ جی‌اس‌ام (سامانهٔ جهانی ارتباطات سیار) و به منظور شناسایی اصل بودن گوشی همراه به کار برده می‌شود؛ در نتیجه می‌توان با داشتن این شماره، چنانچه گوشی به سرقت رفت، آن را قفل نمود تا دیگر آن دستگاه روی هیچ شبکه‌ای قابل کار نباشد. برای این کار، دارندهٔ دستگاه همراه دزدیده شده می‌بایست با شرکت خدمات بی‌سیم خود تماس گرفته و تقاضا کند شمارهٔ IMEI دستگاهش در فهرست سیاه قرار گیرد. با این کار، حتی اگر دزد، سیم‌کارت دستگاه را عوض کند نیز قادر نخواهد بود از دستگاه روی هیچ شبکه‌ای بهره گیرد.
این شماره تنها برای شناسایی دستگاه، مورد بهره‌وری قرار می‌گیرد و متعلق به مشترک دستگاه همراه نیست. برای شناسایی مشترک دستگاه همراه از شناسهٔ جهانی مشترکان دستگاه همراه (IMSI) که روی سیم‌کارت حک می‌شود، استفاده می‌شود. با این حال لازم است ذکر شود که برخی ویژگی‌های امنیتی و دیگر کارکردهای دستگاه، زمانی که اپراتور شبکهٔ بی‌سیم، دستگاه همراه شمارهٔ IMEI دستگاه مشترک را بداند، کارا می‌شوند.
برای پیدا کردن شناسهٔ اپل یا آی‌پد فقط وارد تنظیمات شده در بخش General گزینهٔ About Phone را پیدا کنید.

## قوانین
بر پایهٔ گزارش‌ها در بیشتر کشورها پس از به‌کارگیری IMEI از میزان دزدی تلفن‌های همراه بسیار کاسته شده‌است. برای نمونه در بریتانیا، بر پایهٔ قانون دستگاه همراه، تغییر IMEI دستگاه یا داشتن ابزاری که این کار را میسر کند، در برخی مواقع جرم انگاشته می‌شود.
قفل کردن IMEI تنها مورد برای مقابله با دزدی گوشی‌ها نیست. برای نمونه در سنگاپور اپراتورها هیچ الزامی برای به‌کارگیری IMEI برای قفل کردن یک گوشی همراه ندارند. قانون‌گذاران این کشور، تردید خود را در رابطه با سودمند بودن این کار بیان کرده‌اند. راه حل پیشنهادی این بوده که به محض دزدیده شدن گوشی، سرویس شبکه‌ای آن قطع شود و یک سیم‌کارت دیگر برای مشتری صادر شود.
وجود IMEI به خودی خود نشانگر قابل قبول بودن استفاده از دستگاه همراه در برخی قوانین نیست. با ارائهٔ دستورالعمل R&TTE در اروپا پس از تولید یک شمارهٔ IMEI، دیگر استفاده از دستگاه حاوی آن، الزاماً قانونی نیست. از آن هنگام تاکنون ادارهٔ تأیید مخابرات بریتانیا (یا هر سازمان دیگری که از سوی انجمن سامانهٔ جهانی ارتباطات سیار مجوز داشته باشد) بدون نیاز به ارائهٔ مدرک تأیید یا هرگونه مجوزی، اقدام به تولید IMEI برای سازندگاه تجهیزات سیار می‌کند.

### دخالت قانونی
برای دخالت قانونی در ارتباط میان دو دستگاه یا شنود نیز می‌توان از IMEI بهره برد. همچنین برای این کار می‌توان از شناسهٔ بین‌المللی مشترکان سیار و MSISDN نیز بهره برد.

### فهرست سیاه
چنانچه دستگاه همراه دزدیده شد، دارندهٔ آن می‌بایست با شرکت خدمات بی‌سیم خود تماس گرفته و تقاضا کند شماره IMEI دستگاهش در فهرست سیاه قرار گیرد. با این کار، حتی اگر دزد، سیم‌کارت دستگاه را عوض کند نیز قادر نخواهد بود از دستگاه روی هیچ شبکه‌ای بهره گیرد. چنانچه این کار در قوانین کشوری که اپراتور اقدام به قفل کردن IMEI می‌کند، امری قانونی باشد، اپراتور می‌تواند IMEI را وارد فهرست سیاه کند. چنانچه اپراتور دارای دستگاه ثبت تجهیزات (Equipment Identity Register) باشد می‌تواند شناسهٔ دستگاه را وارد فهرست سیاه خود کرده و نیز آن را با دیگر دارندگان دستگاه ثبت تجهیزات همچون ثبت مرکزی شناسهٔ تجهیزات (CEIR) در میان بگذارد تا دیگر اپراتورهایی که با ثبت مرکزی شناسهٔ تجهیزات همکاری دارند نیز IMEI مربوط به آن را وارد فهرست سیاهشان کنند. در این صورت دزد تنها می‌تواند از قطعات دستگاه استفاده کند.
تغییر شناسهٔ جهانی تجهیزات سیار، کار آسانی نیست. با این حال اگر ابزار مورد نیاز در اختیار فرد باشد گاهی این کار ممکن است. IMEI یک شناسهٔ اصالت‌سنجی نشده‌است و از این نظر با شناسهٔ جهانی مشترکان دستگاه همراه که همواره توسط اپراتور محلی و دیگر شبکه‌ها اصالت‌سنجی می‌شود تفاوت دارد. IMEIهای دست‌کاری شده حتی ممکن است ارتباط تلفنی یک مشترک بی‌گناه را مورد دخالت قانونی و قطع قرار دهند.
استرالیا با قفل کردن IMEI در شبکهٔ جی‌اس‌ام خود در سال ۲۰۰۳ نخستین کشوری بود که از این شیوه برای کاهش دزدی سیار بهره برد. در این کشور ادارهٔ تبادل اطلاعات الکترونیک (EIE) برای مشترکان این امکان را فراهم آورده که بتوانند شناسهٔ IMEI را روی وب‌سایت آن چک کنند.
در بریتانیا سازمانی که اپراتورهای شبکهٔ بی‌سیم از آن حمایت می‌کنند به صورت داوطلبانه فهرست سیاه اپراتورها را با ثبت مرکزی شناسهٔ تجهیزات، هم‌سان‌سازی می‌کند. این باعث شده تا تلفن دزدیده‌شده ظرف ۴۸ غیرقابل بهره‌گیری شود.
همهٔ نیروهای پلیس بریتانیا از جمله پلیس شهری در IMEI دستگاه‌های مشارکت داشته در جرائم را با سازمان ملی ثبت تجهیزات سیار (NMPR) چک می‌کنند. این سازمان پایگاه دادهٔ خود را از راه‌های گوناگون گسترش می‌دهد. یکی از این پایگاه‌های داده Immobilise است که به مردم عادی نیز اجازه می‌دهد IMEI دستگاهشان را به شکل رایگان ثبت کنند. این سبب می‌شود که دستگاه‌های سیاری که توسط پلیس یافت می‌شوند به راحتی به دست دارنده اصلیشان برسند.
در نیوزیلند، انجمن مخابرات نیوزیلند سامانه‌ای برای یافتن دستگاه‌هایی که IMEI آن‌ها در فهرست سیاه قرار دارد تهیه کرده‌است. این سامانه تا روزی سه جست‌وجو را به صورت رایگان انجام می‌دهد. پایگاه دادهٔ این سامانه به صورت روزانه توسط سه اپراتور اصلی شبکهٔ بی‌سیم این کشور به‌روز می‌شود.
در برخی کشورها قرار دادن IMEI در فهرست سیاه امر رایجی نیست. برای نمونه در ایالات متحدهٔ آمریکا، اپراتورهای بزرگ در سال ۲۰۱۲ با انجام این کار موافقت کردند اما این‌که آیا فهرست‌هایشان با ثبت مرکزی شناسهٔ تجهیزات همسان‌سازی می‌شوند یا نه، معلوم نیست. نخستین اپراتورهایی که در ایالات متحده اقدام به قرار دادن IMEI در فهرست سیاه کردند، ای‌تی‌اندتی و تی-موبایل بودند. گوشی‌هایی که پیش از نوامبر ۲۰۱۲ دزدی شده بودند، در فهرست سیاه قرار نگرفتند.
چنانچه قفل کردن شناسهٔ جهانی تجهیزات سیار به صورت محلی اعمال شود این امکان برای دزدان هست که دستگاه را در بازارهای جهانی بفروشند.

### محدودیت‌ها
گاهی این امکان هست که شمارهٔ شناسهٔ جهانی تجهیزات سیار را از فهرست سیاه خارج کرد. فرد برای این کار لازم است گذرواژه‌ای را که هنگام فهرست کردن شناسهٔ مربوط به آن در فهرست سیاه استفاده شده را داشته باشد.

## ساختار IMEI
IMEI شامل ۱۵ رقم است که یکی از آن‌ها را به اصطلاح شمارهٔ چک می‌نامند و چنانچه شمار شماره‌ها ۱۶ باشد IMEISV نامیده می‌شود که در بردارندهٔ اصل بودن، مدل و شماره سریال دستگاه است. سازهٔ IMEI یا IMEISV در 3GPP TS 23.003 مشخص شده‌است. مدل و اصل بودن، در ۸ شمارهٔ نخست مشخص می‌شود که آن بخش را Type Allocation Code یا (TAC) نیز می‌نامند. بخش دوم IMEI را شرکت سازنده با بهره‌گیری از الگوریتم لان می‌سازد. برای IMEIهای ساخته شده پیش از سال ۲۰۰۳ برپایهٔ انجمن جی‌اس‌ام‌اِی، می‌بایست شمارهٔ چک حتماً ۰ می‌بود که پس از سال ۲۰۰۳ دیگر چنین نیست.
از سال ۲۰۰۴ نحوهٔ IMEI به این صورت است آآ-ب‌ب‌ب‌ب‌ب‌ب-پ‌پ‌پ‌پ‌پ‌پ-ت که البته همیشه آن را به این صورت نمایش نمی‌دهند. در IMEISV، شمارهٔ چک، حذف شده و به‌جای آن دو شماره برای نمایش شماره سریال دستگاه قرار دارد که نحوهٔ آن به این صورت است: آآ-ب‌ب‌ب‌ب‌ب‌ب-پ‌پ‌پ‌پ‌پ‌پ-ث‌ث
|              | آآ  | -   | ب‌ب  | ب‌ب  | ب‌ب  | -           | پ‌پ          | پ‌پ          | پ‌پ          | ت یا ث‌ث                     |
| ------------ | --- | --- | --- | --- | --- | ----------- | ----------- | ----------- | ----------- | --------------------------- |
| IMEI قدیمی   | TAC | TAC | TAC | TAC | FAC | شماره سریال | شماره سریال | شماره سریال | شماره سریال | (دلبخواهی) الگوریتم لان     |
| IMEI نو      | TAC | TAC | TAC | TAC | TAC | شماره سریال | شماره سریال | شماره سریال | شماره سریال | (دلبخواهی) الگوریتم لان     |
| IMEISV قدیمی | TAC | TAC | TAC | TAC | FAC | شماره سریال | شماره سریال | شماره سریال | شماره سریال | شمارهٔ نگارش نرم‌افزار (SVN). |
| IMEISV نو    | TAC | TAC | TAC | TAC | TAC | شماره سریال | شماره سریال | شماره سریال | شماره سریال | شمارهٔ نگارش نرم‌افزار (SVN). |

پیش از سال ۲۰۰۲، بخش Type Allocation Code شامل ۶ شماره می‌شد که به دنبال ۲ شماره Final Assembly Code یا (FAC) که شرکت سازنده، آن را برای نمایش محل ساخت دستگاه استفاده می‌کرد. از ۱ ژانویهٔ ۲۰۰۳ تا ۱ آوریل ۲۰۰۴، Final Assembly Code برای همهٔ گوشی‌ها شماره ۰۰ بود. پس از ۱ آوریل ۲۰۰۴، شمارهٔ Final Assembly Code حذف شده و به‌جای آن Type Allocation Code که ۸ شماره داشت، جایگزین شد. در هر حالت، ۲ شمارهٔ نخست بخش Type Allocation Code همان Reporting Body Identifier هستند که نشانگر تأیید شده بودن شرکت سازنده توسط جی‌اس‌ام‌اِی است. شماره‌های RBI توسط Global Decimal Administrator ساخته می‌شوند. با ارقام ۰۵

## شبکهٔ تلفن ماهواره‌ای
شبکه جهانی پهن‌باند، ایریدیوم کامیونیکیشنز و الثریا در شبکهٔ تلفن ماهواره‌ای از IMEI و سیم‌کارت درست مانند تلفن‌های همراه جی‌اس‌ام برای شناسایی فرستنده و گیرنده‌هایشان بهره می‌برند. ایریدیوم ۹۶۰۱ تنها از IMEI و نه سیم‌کارت برای شناسایی تجهیزاتش بهره می‌برد و این باعث می‌شود دستگاه‌هایش روی جی‌اس‌ام کار نکنند.